# Бени (река)
Бени (шп. Río Beni) је река у северном делу Боливије. Дуга је 1.598 km, а површина слива јој износи 280.000 km² и протоком од 8.900 m³/s.
Извире у Андима северно од Ла Паза и тече према североистику кроз пампасе (велике травне равнице). Главна притока јој је река Мадре де Диос (Madre de Dios). На граници са Бразилом спаја се са реком Маморе и чине реку Мадеиру, највећу десну притоку Амазона. Пловна је од града Руренбакуа (Rurrenabaque) до водопада Есперанца (Esperanza) недалеко од места спајања са реком Маморе.
Узводно од града Руренбакуа протиче кроз Национални парк Мадиди, где прима притоку Туичи.